# Професійна освіта
Професі́йна освіта — здобуття кваліфікації за відповідним напрямом підготовки або спеціальністю.
Професійна освіта – це цілеспрямований процес навчання наявних (працюючих) і потенційних (наприклад, студентів) працівників професійних знань та вмінь з метою набуття навичок, необхідних для виконання певних видів завдань в конкретній спеціальності. 
Основні форми здобуття професійної освіти:
- навчання у вищих і спеціалізованих навчальних закладах освіти,
- стажування на курсах підвищення кваліфікації,
- удосконалення професійної майстерності на виробництві,

Крім того, існує багато інших підходів до професійного розвитку, включаючи консультації, тренінги, спільні практики, вивчення уроків, наставництво, технічна допомога.